# Leszek Kosowski
Leszek Janusz Kosowski (ur. 12 lipca 1961 w Wałbrzychu) – polski piłkarz, napastnik, przez większość kariery związany z Górnikiem Wałbrzych. Król strzelców II ligi piłkarskiej (1982/1983), najlepszy sportowiec województwa wałbrzyskiego w plebiscycie Trybuny Wałbrzyskiej (1982, 1983).

## Życiorys
Jest synem Jana Kosowskiego (ur. 1931), który był bramkarzem Victorii Wałbrzych, Górnika Wałbrzych i Piasta Nowa Ruda, a w 1954 rozegrał dwie minuty w jednym spotkaniu w I lidze oraz jedno spotkanie w Pucharze Polski w barwach Legii Warszawa.
Jest wychowankiem Górnika Wałbrzych, w którego barwach występował od 1971. W drużynie seniorskiej debiutował w rozgrywkach II ligi w sezonie 1978/1979, strzelił w tym sezonie dwie bramki, a jego zespół zajął 8. miejsce w lidze. W sezonie 1979/1980 nie strzelił bramki, w sezonie 1980/1981 zdobył cztery gole. W sezonie 1981/1982 trener Horst Panic powierzył mu więcej zadań ofensywnych i został razem z Krzysztofem Truszczyńskim najlepszym strzelcem zespołu (obaj strzelili po dziesięć bramek). W sezonie 1982/1983 wywalczył z Górnikiem awans do ekstraklasy i został królem strzelców II ligi, zdobywając 18 bramek.
W rozgrywkach I ligi grał z Górnikiem przez sześć kolejnych sezonów, zdobywając w 164 spotkaniach 48 bramek (1983/1984: 29 meczów i osiem bramek, 1984/1985: 24 mecze i siedem bramek, 1985/1986: 30 meczów i siedemnaście bramek, 1986/1987: 23 spotkania i cztery bramki, 1987/1988: 29 meczów i cztery bramki, 1988/1989: 29 meczów i osiem bramek). W sezonie 1985/1986 więcej bramek od niego zdobył w lidze jedynie Andrzej Zgutczyński (20 goli). W sezonie 1988/1989 był najlepszym strzelcem swojego zespołu, ale Górnik spadł do II ligi. Rozegrał najwięcej spotkań w barwach Górnika w najwyższej klasie rozgrywek i strzelił dla niego najwięcej bramek.
W Górniku zagrał następnie w rundzie jesiennej II-ligowych rozgrywek sezonu 1989/1990, zdobywając pięć bramek. W rundzie wiosennej sezonu 1989/1990 był zawodnikiem II-ligowej niemieckiej drużyny SV Meppen, ale zagrał tylko w jednym spotkaniu (bez gola). W sezonie 1990/1991 ponownie zagrał w II-ligowym wówczas Górniku, zdobywając czternaście bramek (był ponownie najlepszym strzelcem drużyny). W sezonie 1991/1992 reprezentował barwy beniaminka I ligi Widzewa Łódź. W 28 spotkaniach zdobył 9 bramek, a jego zespół zajął 3. miejsce. Tym samym bilans jego gier w ekstraklasie wyniósł 192 mecze i 57 bramek.
W rundzie jesiennej sezonu 1992/1993 występował w III-ligowym wówczas Górniku Wałbrzych (jedna bramka), natomiast w rundzie wiosennej na tym samym poziomie rozgrywek reprezentował KP Wałbrzych powstały z fuzji Górnika i Zagłębia Wałbrzych (cztery bramki). W późniejszych latach grał jeszcze w Pogoni Świerzawa (od 1993) i Chrobrym Głogów (1996).
Po zakończeniu kariery piłkarskiej pracował przez osiem lat w Czechach, w fabryce Škody, następnie w koksowni Victoria w Wałbrzychu.

## Wyróżnienia
W 1982 i 1983 zwyciężył w plebiscycie na najlepszego sportowca województwa wałbrzyskiego.